# Grécia na Copa do Mundo FIFA de 2010
A Seleção Grega de Futebol participou pela segunda vez da Copa do Mundo FIFA. A equipe, que até então só havia participado da Copa do Mundo FIFA de 1994, era campeã da Campeonato Europeu de Futebol de 2004. Foi sorteada no grupo 2 das eliminatórias europeias para a Copa do Mundo FIFA de 2010, onde classificou-se em segundo lugar, atrás apenas da Seleção Suíça de Futebol.
Na Copa, foi sorteada no grupo B, onde viria a enfrentar a Argentina, a Coreia do Sul e a Nigéria. Estreou com derrota para a Coreia do Sul (2 x 0), venceu de virada a Nigéria (2 x 1), e foi derrotada pela Argentina (2 x 0). Ficou em terceiro lugar no grupo, com 3 pontos com apenas 2 gols marcados, justamente na única vitória da equipe. Esses foram os 2 únicos gols marcados pela seleção em Copas, visto que em sua participação na Copa de 1994, não marcou um único gol, tendo ficado na última colocação nesta edição do campeonato.

## Eliminatórias
A Grécia ficou no grupo 2 das eliminatórias europeias para a Copa, onde disputou vaga com a Suíça, Letônia, Israel, Luxemburgo e Moldávia. Ficou na segunda colocação, com vaga ainda não garantida, pois um dos segundos colocados dos 9 grupos não se classificaria. Os outros 8 que sobraram disputariam as 4 vagas na Copa; esses 4 foram, além da Grécia, Portugal, Eslovênia e França.

### Tabela de Classificação
| Equipe     | Pts. | J  | V | E | D | GP | GC | SG  |
| ---------- | ---- | -- | - | - | - | -- | -- | --- |
| Suíça      | 21   | 10 | 6 | 3 | 1 | 18 | 8  | 10  |
| Grécia     | 20   | 10 | 6 | 2 | 2 | 20 | 10 | 10  |
| Letónia    | 17   | 10 | 5 | 2 | 3 | 18 | 15 | 13  |
| Israel     | 16   | 10 | 4 | 4 | 2 | 20 | 10 | 10  |
| Luxemburgo | 5    | 10 | 1 | 2 | 7 | 4  | 25 | -21 |
| Moldávia   | 3    | 10 | 0 | 3 | 7 | 6  | 18 | -12 |

| L\V        | Grécia | Israel | Suíça | Moldávia | Letónia | Luxemburgo |
| Grécia     |        | 2:1    | 1:2   | 3:0      | 5:2     | 2:1        |
| Israel     | 1:1    |        | 2:2   | 3:1      | 0:1     | 7:0        |
| Suíça      | 2:0    | 0:0    |       | 2:0      | 2:1     | 1:2        |
| Moldávia   | 1:1    | 1:2    | 0:2   |          | 1:2     | 0:2        |
| Letónia    | 0:2    | 1:1    | 2:2   | 3:2      |         | 2:0        |
| Luxemburgo | 0:3    | 1:3    | 0:3   | 0:0      | 0:4     |            |

### Repescagem contra a Ucrânia
| 14 de novembro de 2009 | Grécia | 0 – 0     | Ucrânia | Estádio Olímpico, Atenas                     |
| 20:00 (UTC+2)          |        | Relatório |         | Público: 39,045 Árbitro: FRA Laurent Duhamel |

| 18 de novembro de 2009 | Ucrânia | 0 – 1     | Grécia         | Donbass Arena, Donetsk                            |
| 20:00 (UTC+2)          |         | Relatório | Salpigidis 31' | Público: 31,643 Árbitro: POR Olegário Benquerença |

## Escalação
| Número / Nome  | Número / Nome             | Clube                | Jogos (gols)1 | Data Nasc.                        | J        | Gols     | Penalizado com cartão amarelo | Expulso  |
| Goleiros       | Goleiros                  | Goleiros             | Goleiros      | Goleiros                          | Goleiros | Goleiros | Goleiros                      | Goleiros |
| -------------- | ------------------------- | -------------------- | ------------- | --------------------------------- | -------- | -------- | ----------------------------- | -------- |
| 1              | Konstantinos Chalkias     | PAOK FC              | 26 (0)        | 30 de maio de 1974 (50 anos)      | 3        | 0        | 0                             | 0        |
| 12             | Alexandros Tzorvas        | Panathinaikos AC     | 11 (0)        | 12 de agosto de 1982 (42 anos)    | 0        | 0        | 0                             | 0        |
| 13             | Michalis Sifakis          | FC Aris Thessaloniki | 2 (0)         | 9 de setembro de 1984 (40 anos)   | 0        | 0        | 0                             | 0        |
| Defensores     |                           |                      |               |                                   |          |          |                               |          |
| 2              | Giourkas Seitaridis       | Panathinaikos AC     | 70 (1)        | 4 de junho de 1981 (43 anos)      | 1        | 0        | 0                             | 0        |
| 4              | Nikos Spiropoulos         | Panathinaikos AC     | 20 (0)        | 10 de outubro de 1983 (41 anos)   | 1        | 0        | 0                             | 0        |
| 5              | Vangelis Moras            | Bologna FC           | 12 (0)        | 26 de agosto de 1981 (43 anos)    | 1        | 0        | 0                             | 0        |
| 8              | Avraam Papadopoulos       | Olympiakos CFP       | 17 (0)        | 3 de janeiro de 1984 (41 anos)    | 3        | 0        | 0                             | 0        |
| 11             | Loukas Vyntra             | Panathinaikos AC     | 32 (0)        | 5 de fevereiro de 1981 (44 anos)  | 3        | 0        | 0                             | 0        |
| 15             | Vasilis Torosidis         | Olympiakos CFP       | 29 (3)        | 10 de junho de 1985 (39 anos)     | 3        | 1        | 0                             | 0        |
| 16             | Sotirios Kyrgiakos        | Liverpool FC         | 60 (4)        | 23 de julho de 1979 (45 anos)     | 2        | 0        | 0                             | 0        |
| 19             | Sokratis Papastathopoulos | AC Milan             | 12 (0)        | 9 de junho de 1988 (36 anos)      | 2        | 0        | 1                             | 0        |
| 22             | Stelios Malezas           | PAOK FC              | 0 (0)         | 11 de março de 1985 (40 anos)     | 0        | 0        | 0                             | 0        |
| Meio-campistas |                           |                      |               |                                   |          |          |                               |          |
| 3              | Christos Patsatzoglou     | AC Omonia            | 45 (1)        | 19 de março de 1979 (46 anos)     | 2        | 0        | 0                             | 0        |
| 6              | Alexandros Tziolis        | AC Siena             | 22 (0)        | 13 de fevereiro de 1985 (40 anos) | 3        | 0        | 1                             | 0        |
| 10             | Giorgos Karagounis        | Panathinaikos AC     | 96 (6)        | 6 de março de 1977 (48 anos)      | 3        | 0        | 0                             | 0        |
| 18             | Sotiris Ninis             | Panathinaikos AC     | 6 (1)         | 3 de abril de 1990 (35 anos)      | 2        | 0        | 0                             | 0        |
| 21             | Kostas Katsouranis        | Panathinaikos AC     | 72 (8)        | 21 de junho de 1979 (45 anos)     | 3        | 0        | 1                             | 0        |
| 23             | Athanassios Prittas       | FC Aris Thessaloniki | 0 (0)         | 9 de janeiro de 1979 (46 anos)    | 0        | 0        | 0                             | 0        |
| Atacantes      |                           |                      |               |                                   |          |          |                               |          |
| 7              | Georgios Samaras          | Celtic FC            | 37 (5)        | 21 de fevereiro de 1985 (40 anos) | 3        | 0        | 1                             | 0        |
| 9              | Angelos Charisteas        | 1. FC Nürnberg       | 85 (24)       | 9 de fevereiro de 1980 (45 anos)  | 1        | 0        | 0                             | 0        |
| 14             | Dimitris Salpigidis       | PAOK FC              | 38 (4)        | 18 de agosto de 1981 (43 anos)    | 2        | 1        | 0                             | 0        |
| 17             | Theofanis Gekas           | Eintracht Frankfurt  | 49 (20)       | 23 de maio de 1980 (44 anos)      | 2        | 0        | 0                             | 0        |
| 20             | Pantelis Kapetanos        | FC Steaua Bucureşti  | 4 (0)         | 8 de junho de 1983 (41 anos)      | 1        | 0        | 0                             | 0        |
| Treinador      |                           |                      |               |                                   |          |          |                               |          |
|                | Otto Rehhagel             |                      |               | 9 de agosto de 1938 (86 anos)     |          |          |                               |          |

Nota:
- 1 O número de jogos e gols se referem aos jogos pela seleção até 22 de junho de 2010.

## Primeira fase
| Pos | Equipe        | Pts | J | V | E | D | GP | GC | SG | Classificado      |
| --- | ------------- | --- | - | - | - | - | -- | -- | -- | ----------------- |
| 1   | Argentina     | 9   | 3 | 3 | 0 | 0 | 7  | 1  | +6 | Fase eliminatória |
| 2   | Coreia do Sul | 4   | 3 | 1 | 1 | 1 | 5  | 6  | −1 | Fase eliminatória |
| 3   | Grécia        | 3   | 3 | 1 | 0 | 2 | 2  | 5  | −3 | Eliminado         |
| 4   | Nigéria       | 1   | 3 | 0 | 1 | 2 | 3  | 5  | −2 | Eliminado         |

### Coreia do Sul – Grécia
| 12 de junho | Coreia do Sul                      | 2 – 0     | Grécia | Nelson Mandela Bay Stadium, Porto Elizabeth |
| 13:30       | Lee Jung-Soo 7' · Park Ji-Sung 52' | Relatório |        | Público: 31 513 Árbitro: NZL Michael Hester |

| Coréia do Sul | Grécia |

| G              | 18 | Jung Sung-Ryong |  |       |
| LD             | 22 | Cha Du-Ri       |  |       |
| Z              | 4  | Cho Yong-Hyung  |  |       |
| Z              | 14 | Lee Jung-Soo    |  |       |
| LE             | 12 | Lee Young-Pyo   |  |       |
| V              | 8  | Kim Jung-Woo    |  |       |
| V              | 16 | Ki Sung-Yong    |  | 74'   |
| V              | 17 | Lee Chung-Yong  |  | 90+1' |
| M              | 7  | Park Ji-Sung    |  |       |
| M              | 19 | Yeom Ki-Hun     |  |       |
| A              | 10 | Park Chu-Young  |  | 87'   |
| Substituições: |    |                 |  |       |
| V              | 5  | Kim Nam-Il      |  | 74'   |
| M              | 13 | Kim Jae-Sung    |  | 90+1' |
| Treinador:     |    |                 |  |       |
| Huh Jung Moo   |    |                 |  |       |

| G              | 12 | Alexandros Tzorvas    |  |     |
| LD             | 2  | Giourkas Seitaridis   |  |     |
| Z              | 8  | Avraam Papadopoulos   |  |     |
| Z              | 11 | Loukas Vyntra         |  |     |
| LE             | 15 | Vasilis Torosidis     |  |     |
| V              | 6  | Alexandros Tziolis    |  |     |
| V              | 21 | Kostas Katsouranis    |  |     |
| M              | 10 | Giorgos Karagounis    |  | 45' |
| A              | 7  | Georgios Samaras      |  | 59' |
| A              | 9  | Angelos Charisteas    |  | 61' |
| A              | 17 | Theofanis Gekas       |  |     |
| Substituições: |    |                       |  |     |
| V              | 3  | Christos Patsatzoglou |  | 45' |
| A              | 14 | Dimitris Salpigidis   |  | 59' |
| A              | 20 | Pantelis Kapetanos    |  | 61' |
| Treinador:     |    |                       |  |     |
| Otto Rehhagel  |    |                       |  |     |

Homem da partida
- Park Ji-Sung

### Grécia – Nigéria
| 17 de junho | Grécia                         | 2 – 1     | Nigéria  | Free State Stadium, Bloemfontein        |
| 16:00       | Salpigidis 44' · Torosidis 71' | Relatório | Uche 16' | Público: 31 593 Árbitro: COL Óscar Ruiz |

| Grécia | Nigéria |

| G              | 12 | Alexandros Tzorvas        |     |     |
| LD             | 16 | Sotirios Kyrgiakos        |     |     |
| Z              | 11 | Loukas Vyntra             |     |     |
| Z              | 8  | Avraam Papadopoulos       |     |     |
| LE             | 15 | Vasilis Torosidis         |     |     |
| V              | 6  | Alexandros Tziolis        | 59' |     |
| V              | 19 | Sokratis Papastathopoulos | 15' | 37' |
| V              | 21 | Kostas Katsouranis        |     |     |
| M              | 10 | Giorgos Karagounis        |     |     |
| M              | 14 | Dimitris Salpigidis       |     |     |
| A              | 17 | Theofanis Gekas           |     | 79' |
| Substituições: |    |                           |     |     |
| A              | 7  | Georgios Samaras          | 88' | 37' |
| A              | 18 | Sotiris Ninis             |     | 79' |
| Treinador:     |    |                           |     |     |
| Otto Rehhagel  |    |                           |     |     |

| G              | 1  | Vincent Enyeama  |                                   |     |     |
| LD             | 17 | Chidi Odiah      |                                   |     |     |
| Z              | 2  | Joseph Yobo      |                                   |     |     |
| Z              | 6  | Danny Shittu     |                                   |     |     |
| LE             | 3  | Taye Taiwo       |                                   | 55' |     |
| V              | 14 | Sani Kaita       | Penalizado · Penalizado · Expulso |     |     |
| V              | 15 | Lukman Haruna    |                                   |     |     |
| V              | 20 | Dickson Etuhu    |                                   |     |     |
| M              | 12 | Kalu Uche        |                                   |     |     |
| A              | 11 | Peter Odemwingie |                                   | 46' |     |
| A              | 8  | Yakubu Aiyegbeni |                                   |     |     |
| Substituições: |    |                  |                                   |     |     |
| Z              | 5  | Rabiu Afolabi    |                                   |     | 77' |
| LE             | 21 | Uwa Echiéjilé    |                                   | 55' | 77' |
| A              | 19 | Chinedu Obasi    | 89'                               | 46' |     |
| Treinador:     |    |                  |                                   |     |     |
| Lars Lagerbäck |    |                  |                                   |     |     |

Homem da partida
- Vincent Enyeama

### Grécia – Argentina
| 22 de junho | Grécia | 0 – 2     | Argentina                    | Peter Mokaba Stadium, Polokwane              |
| 20:30       |        | Relatório | Demichelis 77' · Palermo 89' | Público: 38 891 Árbitro: UZB Ravshan Irmatov |

| Grécia | Argentina |

| G              | 12 | Alexandros Tzorvas        |     |     |
| LD             | 16 | Sotirios Kyrgiakos        |     |     |
| Z              | 8  | Avraam Papadopoulos       |     |     |
| Z              | 11 | Loukas Vyntra             |     |     |
| LE             | 15 | Vasilis Torosidis         |     | 55' |
| V              | 5  | Vangelis Moras            |     |     |
| V              | 6  | Alexandros Tziolis        |     |     |
| V              | 19 | Sokratis Papastathopoulos |     |     |
| M              | 10 | Giorgos Karagounis        |     | 46' |
| M              | 21 | Kostas Katsouranis        | 30' | 54' |
| A              | 7  | Georgios Samaras          |     |     |
| Substituições: |    |                           |     |     |
| Z              | 4  | Nikos Spiropoulos         |     | 46' |
| V              | 3  | Christos Patsatzoglou     |     | 55' |
| M              | 18 | Sotiris Ninis             |     | 54' |
| Treinador:     |    |                           |     |     |
| Otto Rehhagel  |    |                           |     |     |

| G              | 22 | Sergio Romero        |     |     |
| LD             | 4  | Nicolás Burdisso     |     |     |
| Z              | 2  | Martín Demichelis    |     |     |
| Z              | 15 | Nicolás Otamendi     |     |     |
| LE             | 3  | Clemente Rodríguez   |     |     |
| V              | 5  | Mario Bolatti        | 76' |     |
| V              | 8  | Juan Sebastián Verón |     |     |
| M              | 10 | Lionel Messi         |     |     |
| M              | 20 | Maxi Rodríguez       |     | 63' |
| A              | 16 | Sergio Agüero        |     | 77' |
| A              | 19 | Diego Milito         |     | 80' |
| Substituições: |    |                      |     |     |
| M              | 7  | Ángel Di María       |     | 63' |
| M              | 23 | Javier Pastore       |     | 77' |
| A              | 18 | Martín Palermo       |     | 80' |
| Treinador:     |    |                      |     |     |
| Diego Maradona |    |                      |     |     |

Homem da partida
- Martín Demichelis